# Austrophorocera alba
Austrophorocera alba är en tvåvingeart som beskrevs av Townsend 1917. Austrophorocera alba ingår i släktet Austrophorocera och familjen parasitflugor. Inga underarter finns listade i Catalogue of Life.